# Moussa Konaté
Pape Moussa Konaté (ur. 3 kwietnia 1993 w Mbour) – senegalski piłkarz grający na pozycji napastnika. Od 2020 jest zawodnikiem Dijon FCO.

## Kariera klubowa
Wiosną 2011 roku Konaté udał się do Izraela na miesięczne testy w Maccabi Tel Awiw. Wywarł pozytywne wrażenie na trenerze Motim Ivanirze i został pierwszym kupionym zawodnikiem przez izraelski klub w sezonie 2011/12. Zadebiutował w Lidze Europy przeciwko Xəzər Lenkoran i trafił bramkę.
Po dobrych występach na Igrzyskach Olimpijskich 2012 w Londynie w barwach Senegalu, gdzie trafił pięć goli, przeniósł się do FK Krasnodaru za 2 miliony euro. W sezonie 2013/2014 był wypożyczony do Genoi. Latem 2014 przeszedł do FC Sion.